# آدم لندن
آدم لندن (12 أكتوبر 1988 في المملكة المتحدة - ) (بالإنجليزية: Adam London)‏ هو لاعب كريكت بريطاني. لعب مع نادي مقاطعة ميدلسكس للكريكت ‏.

## وصلات خارجية
- آدم لندن على موقع إي آس بي آن كريك إنفو (الإنجليزية)